# Gekisō Sentai Carranger
Gekisō Sentai Carranger (jap. 激走戦隊カーレンジャー Gekisō Sentai Kārenjā) – japoński serial z gatunku tokusatsu z roku 1996. Jest dwudziestym serialem z sagi Super Sentai stworzonym przez Toei Company. Podobnie jak pozostałe Sentai, był emitowany na kanale TV Asahi. Serial liczył 48 odcinków, pierwszy odcinek wyemitowano 1 marca 1996, ostatni – 7 lutego 1997.  Jego amerykańska wersja to Power Rangers Turbo. Serial ten jest parodią całej sagi Sentai, a w szczególności serialu Turboranger.

## Fabuła
Piątka pracowników warsztatu samochodowego Tenma odnajduje przypadkiem kosmitę z planety Hazard o imieniu Dappu. Dappu wyjawia im, że jego planeta została zniszczona przez Kosmiczny Gang Bowzock i że przeżył jedyny. Bowzock postanawia zaatakować Ziemię. Dappu ofiarowuje piątce moce pochodzące z 5 konstelacji gwiezdnych zwane Automagią. Ci młodzi ludzie stają się Carrangersami i muszą ocalić Ziemię od Bowzock.

## Carrangersi
- Kyōsuke Jinnai (jap. 陣内 恭介 Jinnai Kyōsuke) / Czerwony Rajdowiec (jap. レッドレーサー Reddo Rēsā; Red Racer) – lider drużyny, ma 23 lata. Pracuje jako kierowca testowy, właściwie pracuje tylko dodatkowo. Na początku był egoistycznym błaznem i maniakiem starych samochodów. Robił wszystko by przejechać się samochodem przełożonego. Niedługo później staje się odpowiedzialnym przywódcą, choć czasem zestresowanym i nadal podejmującym głupie decyzje. Kyōsuke zakochuje się z wzajemnością w Zonette, która zna go tylko pod postacią Carrangersa. Dla niej Kyōsuke zrobiłby wszystko, nawet walczył bez przemiany. Kyōsuke pojawia się także w Gokaiger, gdzie ofiarowuje tytułowym wojownikom sekret kluczy Carrangersów.
- Naoki Domon (jap. 土門 直樹 Domon Naoki) / Niebieski Rajdowiec (jap. ブルーレーサー Burū Rēsā; Blue Racer) – najmłodszy wojownik, ma 18 lat. Jest nieśmiały, miły i bardzo uprzejmy, ale też sprytny. Kocha zwierzęta. W warsztacie pracuje jako projektant aut i w przeciwieństwie do Kyōsukego jest o wiele bardziej zrównoważoną i inteligentniejszą osobą.
- Minoru Uesugi (jap. 上杉 実 Uesugi Minoru) / Zielony Rajdowiec (jap. グリーンレーサー Gurīn Rēsā; Green Racer) – najstarszy wojownik, ma 24 lata. Zastępca dowódcy. Minoru jest odpowiedzialny za sprzedaż samochodów, choć robi to nieudolnie. Podobnie jak Kyōsuke jest postacią komiczną. Pochodzi z Osaki i mówi z charakterystycznym dla tego regionu akcentem oraz jest fanem klubu baseballowego Hanshin Tigers. Od dzieciństwa boi się prądu i piorunów, gdyż został porażony przez węgorza elektrycznego.
- Natsumi Shinohara (jap. 志乃原 菜摘 Shinohara Natsumi) / Żółty Rajdowiec (jap. イエローレーサー Ierō Rēsā; Yellow Racer) – ma 19 lat. Natsumi to dziewczyna obdarzona zdolnościami manualnymi, pracuje jako mechanik. Jest w stanie naprawić samochód w kilka sekund. Kiedyś otrzymała klucz od szefa warsztatu w którym kiedyś była, jednak z czasem Natsumi przekonuje się, że może naprawiać bez niego. Natsumi buntuje się przeciwko Kyōsuke.
- Yōko Yagami (jap. 八神 洋子 Yagami Yōko) / Różowy Rajdowiec (jap. ピンクレーサー Pinku Rēsā; Pink Racer) – ma 19 lat. Pracuje jako sekretarka. Uwielbia jeść słodycze, boi się o przyrost wagi. Czyta horoskopy. Chciałaby zostać idolką i poślubić bogatego mężczyznę. Nie ma poczucia kierunku.

### Pomocnicy
- Dappu (jap. ダップ) – młody kosmita z planety Hazard, która została zniszczona przez Bowzock. Przed śmiercią swojej matki otrzymał od niej wisiorek wypełniony mocą Automagii. Kiedy ocalały z ucieczki przybył na Ziemię, dał tę moc piątce głównych bohaterów i przemienił ich w Carrangersów. Jego ojcem jest Mistrz VRV. Dappu przez pewien czas nosił brązową togę, jednak podczas feralnej ucieczki rozdarł ją i zaczął nosić ziemskie ubrania.
- Signalman (jap. シグナルマン Shigunaruman) – robot-policjant z planety Policja. Zwykle przesiaduje w budce policyjnej. Ma żonę Sigue i syna Sigtarou. Jest zaprzyjaźniony z Ichitarō Tenmą, który przypomina mu swojego syna. Mimo że walczy z Bowzock tak jak Carrangersi, czasem wygląda na to, że jest dla nich udręką aniżeli pomocnikiem. Signalman rygorystycznie podchodzi do tych, który popełniają wykroczenia drogowe, nawet do samego siebie. To powoduje w nim konflikt wewnętrzny – by walczyć o sprawiedliwość musi naginać prawo. Zwykle zatrzymuje Carrangersów, gdy przekraczają prędkość podczas ich pościgu za Bowzockiem. Gdy otrzymał list od Sigtarou o zbliżających się zawodach sportowych na Policji, opuszcza na chwilę Ziemię i przekazuje jej ochronę Carrangersom. Jednak okazuje się, że Exhaus zatruł planetę gazem przez co Sigtarou zachorował. Wściekł Signalman myśli, że to sprawka Carrangersów i przyłącza się do Bowzock. Bohaterowie postanawiają uratować przyjaciela i przywrócić mu rozum. Signalman zostaje na Ziemi, by pomóc Carrangersom. Na Nowy Rok przybywa do niego rodzina. Po pokonaniu Exhausa Signalman wraca na swoją planetę. Signalman jest niekiedy przedstawiany jako szósty członek drużyny.

- Rodzina Tenma (jap. 天馬家族 Tenma Kazoku)
- Mistrz VRV (jap. VRVマスター Buiārubui Masutā) – ojciec Dappu. Dał Carrangersomi maszyny VRV po tym, jak RV Robo został skradziony przez Bowzock. Po udzieleniu pomocy Carrangerom i pomocy w pokonaniu hamowania za pomocą mechów VRV, VRV Master opuszcza Ziemię. W swoim liście pożegnalnym sugeruje, że Kyōsuke jest idealny do kierowania drużyną od tej pory. Hobbystycznie gra w pachinko.
- Radietta Fanbelt (jap. ラジエッタ・ファンベルト Rajietta Fanberuto)

### Broń
- Accelchanger (アクセルチェンジャー Akuseruchenjā) – moduł przemiany Carrangersów w postaci bransoletki i klucza. Aby przemienić się należy wsadzić klucz do bransoletki i przekręcić go. Acccelchanger wyglądem przypomina automatyczną skrzynię biegów.
- Autoblaster (オートブラスター Ōtoburasutā) – czerwony pistolet laserowy z możliwością przekształcenia w tryb wystrzeliwana potężniejszych ładunków. Posiada go każdy z wojowników.
- Viblade (バイブレード Baiburēdo) – miecz z możliwością ukrycia ostrza. Posiada go każdy Carranger.
- Giga Formuła (ギガフォーミュラー Giga Fōmyurā) – mały samochód rajdowy stworzony przez Dappu. Carrangersi mogą go rozebrać i korzystać ze swoich indywidualnych broni oraz rozłożyć zmieniając w działo.
  - Błotnikomiecz (フェンダーソード Fendā Sōdo, Fender Sword) – szabla, broń Czerwonego Rajdowca.
  - Tłumikolety (マフラーガン Mafurā Gan, Muffler Guns) – para pistoletów, bronie Niebieskiego Rajdowca.
  - Silnikodziało (エンジンキャノン Enjin Kyanon, Engine Cannon) – małe działko laserowe, broń Zielonego Rajdowca.
  - Klamkokastety (サイドナックル Saido Nakkuru, Side Knuckles) – para kastetów, bronie Żółtego Rajdowca.
  - Zderzakołuk (バンパーボゥ Banpā Bō, Bumper Bow) – łuk, broń Różowego Rajdowca.
- Carnavick (カーナビック Kānabikku) – specjalne urządzenia nawigacyjne, które służą głównie do wykrywania przedmiotów lub ludzi. Zostały stworzone przez Dappu, Yōko i Natsumi, gdy pozostałą trójka została porwana. Carnavick może zmienić się w pistolet oraz połączyć z Autoblasterem. Każdy Carranger posiada jednego Carnavicka.
- Speeder Machine (スピーダーマシン Supīdā Mashin) – gokarty, główne środki transportu Carrangersów. Każdy z nich posiada jedną maszynę w swoim kolorze. Pojazdy te służą również do pilotowania Ranger Wehikułów oraz RV Robota.
- Grzmotopegaz (ペガサスサンダー Pegasasu Sandā, Pegasus Thunder) – jeden z dwóch legendarnych kosmicznych samochodów, które przybyły na Ziemię. Grzmotopegaz przypomina czerwonego Chevroleta Camaro i po jego oswojeniu stał się partnerem Kyōsukego, który jeździ nim zwykle wraz z Yōko. Jest zdolny zarówno do jazdy na lądzie jak i latania w powietrzu.
- Terenosmok (ドラゴンクルーザー Doragon Kurūzā, Dragon Cruiser) – jeden z dwóch legendarnych kosmicznych samochodów, które przybyły na Ziemię. Terenosmok przypomina Jeepa Wranglera w wersji kabrioletowej i po oswojeniu przez wojowników stał się partnerem Naokiego, który jeździ nim wraz z Natsumi i Minoru.
- Giga Booster (ギガブースター Giga Būsutā) – działo stworzone przez Carrangersów na wzór Giga Formuły, używane głównie w drugiej połowie serii.
- Signaizer (シグナイザー Shigunaizā) – broń Signalmana posiadająca trzy tryby – odznaki policyjnej, pałki i pistoletu.
- Polispeeder (ポリスピーダー Porisupīdā) – motocykl Signalmana, może podróżować po kosmosie i posiada sztuczną inteligencję.

### Mecha
- RV Robot (jap. RVロボ Ārubui Robo) – pierwszy i główny robot drużyny złożony z pięciu Ranger Wehikułów (レンジャービークル Renjā Bīkuru, Ranger Vehicles). Pierwszy raz pojawia się w 5 odcinku. Uzbrojony jest w tarczę oraz Miecz RV, którym dokonuje ostatecznego ataku. Został dwa razy skradziony przez Bowzock, jednak Carrangersi zawsze go odzyskiwali. RV Robot może wymienić kończyny z VRV Robotem. Zniszczony podczas ostatecznej bitwie z Exhausem, RV Robot zostaje odbudowany.
  - Czerwony Wehikuł (レッドビークル Reddo Bīkuru, Red Vehicle) – maszyna Czerwonego Rajdowca przypominająca samochód sportowy. Formuje tors, kaptur i głowę RV Robota.
  - Niebieski Wehikuł (ブルービークル Burū Bīkuru, Blue Vehicle) – maszyna Niebieskiego Rajdowca przypominająca terenówkę. Formuje tors, plecy oraz górną część nóg RV Robota.
  - Zielony Wehikuł (グリーンビークル Gurīn Bīkuru, Green Vehicle) – maszyna Zielonego Rajdowca przypominająca miniwana. Formuje prawą nogę RV Robota.
  - Żółty Wehikuł (イエロービークル Ierō Bīkuru, Yellow Vehicle) – maszyna Żółtej Rajdowczyni przypominająca SUV. Formuje lewą nogę RV Robota.
  - Różowy Wehikuł (ピンクビークル Pinku Bīkuru, Pink Vehicle) – maszyna Różowej Rajdowczyni przypominająca samochód kompaktowy. Formuje ręce RV Robota.

- VRV Robot (jap. VRVロボ Buiārubui Robo) – drugi robot drużyny złożony z piątki Victory Ranger Wehikułów (ビクトリーレンジャービークル Bikutorī Renjā Bīkuru, Victory Ranger Vehicles), które trzymane są w Victrailerze i posiadają możliwość przemiany w humanoidalnych VRV Wojowników. Carrangersi otrzymali go wraz z Victrailerem od VRV Mistrza w 31 odcinku gdy po raz pierwszy skradziono im RV Robota. Robot jest uzbrojony w parę pistoletów, jednak do ostatecznego ataku używa dwóch dział z Victrailera. Może zamienić się kończynami z RV Robotem. Został zniszczony przez Exhausa, jednak potem odbudowano go.
  - V-Strażak (Vファイヤー Bui Faiyā, V-Fire) – maszyna Czerwonego Rajdowca przypominająca wóz strażacki. Może zmienić się w Fire Fightera przypominającego strażaka. Formuje głowę oraz górną część torsu VRV Robota.
  - V-Radiowóz (Vポリス Bui Porisu, V-Police) – maszyna Niebieskiego Rajdowca przypominająca radiowóz. Może zmienić się w Police Fightera przypominającego policjanta. Formuje dolną część torsu i uda VRV Robota.
  - V-Wywrotka (Vダンプ Bui Danpu, V-Dump) – maszyna Zielonego Rajdowca przypominająca ciężarówkę wojskową. Może zmienić się w Dump Fightera przypominającego żołnierza. Formuje prawą nogę VRV Robota.
  - V-Spychacz (Vドーザー Bui Dōzā, V-Dozer) – maszyna Żółtej Rajdowczyni przypominająca buldożer. Może zmienić się w Dozer Fightera przypominającego budowniczego. Formuje lewą nogę VRV Robota.
  - V-Karetka (Vレスキュー Bui Resukyū, V-Rescue) – maszyna Różowej Rajdowczyni przypominająca ambulans. Może zmienić się w Rescue Fightera przypominającego pielęgniarkę. Formuje ręce VRV Robota.
- Sirender (jap. サイレンダー Sairendā) – gigantyczny radiowóz z możliwością transformacji w robota, którego właścicielem jest Signalman. Jest uzbrojony w pistolet, parę ostrzy, tarczę policyjną i kajdanki.
- Victrailer (ビクトレーラー Bikutorērā) – gigantyczna ciężarówka VRV Mistrza złożona z trzech kontenerów przechowujących piątkę maszyn tworzących VRV Robota. Posiada również tryb uzbrojonej fortecy z dwoma działami. Carrangersi otrzymali go od VRV Mistrza w 31 odcinku.

## Bowzock
Kosmiczny Gang Bowzock (jap. 宇宙暴走族ボーゾック Uchū Bōsōzoku Bōzokku) to grupa kosmitów-piratów drogowych. Gang ten został założony przez byt zwany Exhausem by w celu zbudowania wielkiej autostrady  kosmicznej niszczył różne planety. Po zniszczeniu planety Hazard głównym celem Bowzock stało się zdewastowanie Ziemi, której nazwę wielu z nich niepoprawnie wymawia jako Ziemnia (地異球 Chiikyū, dosł. kula zniszczenia; popr. 地球 Chikyū). Ulubione miejsce wszystkich tych kosmitów to pub zwany BB Saloonem. Cechą charakterystyczną tych kosmitów jest to, że powiększają się do gigantycznych rozmiarów po tym, jak zjedzą ziemniaczaną galaretkę yōkan.
- Gynamo (jap. ガイナモ Gainamo) – postać komiczna, lider gangu, nieszczęśliwie zakochany w Zonette, dla której chce podbić Ziemię. Mimo iż przez to uchodzi przed swoimi podwładnymi za idiotę, Gynamo zdobywa u nich szacunek strasząc ich swą siłą.
- Zelmoda (jap. ゼルモダ Zerumoda) – zastępca i kamrat Gynamo, w przeciwieństwie do niego stara się być zimnokrwistym przestępcą. Mimo to boi się gwiazd, odkąd w dzieciństwie został porażony piorunem w czasie burzy gwiezdnej. Dąży do przezwyciężenia problemu i wyjścia z cienia Gynamo.
- Grotch (jap. グラッチ Guratchi) – trzeci i najinteligentniejszy z paczki. Jest genialnym wynalazcą, który tworzy bronie, maszyny i roboty dla gangu. Podczas zesłania na Ziemię odkrył, że kosmici mogą się powiększać po zjedzeniu yōkan z batatów, jednak po pewnym czasie powracają do zwykłych rozmiarów.
- Zonette (jap. ゾネット Zonetto) – kelnerka w BB Saloonie, w której bez wzajemności i fanatycznie jest zakochany Gynamo. Zonette wykorzystuje jego słabość do niej by wykonywał jej różne zachcianki, w tym atakował planety. Jest zakochana w Czerwonym Rajdowcu, ale nie w Kyōsukem, którego nazwała "facetem o twarzy małpy", jednak z czasem pokochała jego obydwa ja. Zonette to tak naprawdę księżniczka Vanity Mirror Fanbelt, która bez własnej woli została wcielona do Bowzock. Ostatecznie porzuca swoje członkostwo i wraca na swoją rodzinną planetę by ochronić ją przez Exhausem. Zonette powraca w finale, by pomóc w pokonaniu Exhausa, a następnie wraca do domu, gdzie odrzuca zaaranżowane śluby z uwagi na swe uczucia do Kyōsukego.
- Exhaus (jap. エグゾス Eguzosu) – główny czarny charakter serii, potężny kosmita, za którego Bowzock wykonuje brudną robotę. Jego celem jest wybudowanie nowej autostrady kosmicznej i aby to zrobić zajmuje się niszczeniem planet.
- Ritchihiker (jap. リッチハイカー Ritchihaikā) – kosmita, trener osobowości, którego wynajął Gynamo. Ritchihiker knuł plan przeciw Carrangersom i Signalmanowi, z którym się wzajemnie nienawidzi. Podczas festiwalu Bowzock został uderzony piorunem i zyskał nową siłę wyrzucając Gynamo i paczkę z gangu i przejmując kontrolę. Ponadto do walki zakupił robota o nazwie Braking, a koszty jego nabycia pokryły pieniądze Gynamo przeznaczone na ślub z Zonette. Ostatecznie Braking i Richihiker zostają zniszczeni przez VRV Robota.
- Zokurangersi (jap. 暴走戦隊ゾクレンジャー Bōsō Sentai Zokurenjā)
- Wumpersi (jap. ワンパー Wanpā) – najniżsi rangą gangsterzy Bowzock, którzy nie stanowią przeszkody dla Carrangersów. Występują w różnokolorowych strojach – zielonych, różowych, niebieskich i białych (najrzadsza). W Power Rangers są znani jako Piraniotroni.

## Obsada
- Yūji Kishi – Kyōsuke Jinnai / Czerwony Rajdowiec
- Yoshihiro Masujima – Naoki Domon / Niebieski Rajdowiec
- Yoshihiro Fukuda – Minoru Uesugi / Zielony Rajdowiec
- Yuka Motohashi – Natsumi Shinohara / Żółta Rajdowczyni
- Atsuko Kurusu – Yōko Yagami / Różowa Rajdowczyni
- Mari Maruta – Dappu (głos)
- Hōchū Ōtsuka – Signalman (głos)
- Hiroshi Ōtake – Gynamo (głos)
- Kyōsei Tsukui – Zelmoda (głos)
- Takashi Nagasako – Grotch (głos)
- Rika Nanase – Zonette
- Nobuo Tanaka – Ritchihiker (głos)
- Osamu Kobayashi – Exhaus (głos)

### Aktorzy kostiumowi
- Kazutoshi Yokoyama –
  - Czerwony Rajdowiec,
  - Gynamo,
  - RV Robot,
  - VRV Robot,
  - V-Strażak / Fire Fighter
- Hirofumi Fukuzawa –
  - Czerwony Rajdowiec,
  - Zelmoda,
  - Exhaus,
  - RV Robot,
  - VRV Robot
- Yasuhiro Takeuchi –
  - Niebieski Rajdowiec,
  - V-Radiowiec / Police Fighter
- Naoki Ōfuji –
  - Zielony Rajdowiec,
  - V-Wywrotka / Dump Fighter
- Masaru Ōbayashi –
  - Żółta Rajdowczyni,
  - V-Spychacz / Dozer Fighter
- Motokuni Nakagawa –
  - Różowa Rajdowczyni,
  - V-Karetka / Rescue Fighter,
  - Sirender
- Chie Tanabe – Dappu
- Yoshinori Okamoto – Signalman
- Kenji Takechi –
  - Signalman,
  - VRV Master

- Takafumi Moriyama – VRV Master
- Kiyoshi Kobayashi – VRV Master
- Makoto Īto – Ritchihiker
- Hideaki Kusaka – RV Robot

Źródło:

## Muzyka
Opening
- "Gekisō Sentai Carranger" (jap. 激走戦隊カーレンジャー Gekisō Sentai Kārenjā) (odc. 1–13, 48 (napisy końcowe))

Słowa: Yukinojō Mori
Kompozycja i aranżacja: Takashi Shōji
Wykonanie: Naritaka Takayama
- "Gekisō Sentai Carranger ~Full Accel Version~" (jap. 激走戦隊カーレンジャー～フルアクセルヴァージョン～ Gekisō Sentai Kārenjā ~Furu Akuseru Vājon~) (odc. 14–48)

Słowa: Yukinojō Mori
Kompozycja : Takashi Shōji
Aranżacja: Keiichi Oku
Wykonanie: Naritaka Takayama
Ending
- "Tengoku Samba" (jap. 天国サンバ Tengoku Sanba)

Słowa: Yukinojō Mori
Kompozycja i aranżacja: Takashi Shōji
Wykonanie: Naritaka Takayama

## Ciekawostki
- Pierwsze sylaby w nazwiskach piątki Carrangersów (Jinnai, Domon, Uesugi, Shinohara i Yagami) tworzą słowo jidōsha (自動車) oznaczające pojazd samochodowy.